# محمد صالح القرق
 محمد قرق  فرزند صالح (زاده ۱۹۳۰) یکی از شاعران و نویسندگان سرشناس امارات متحده عربی است. نام کامل او  محمد صالح القرق  است.
او نسخهٔ بیست و سوم رباعیات خیام را از فارسی به عربی ترجمه است. او در این مورد اظهار داشته که ترجمهٔ کامل دیوان رباعیات خیام و نزدیک کردن با بقیهٔ ترجمه‌هایی که از قبل و به زبان‌های مختلف دنیا انجام شده‌است، و جستجو و کنجکاوی در نقاط ضعف و قوت این ترجمه‌ها، و نزدیک کردن با دیوان اصلی فارسی، مدت ۹ سال به طول انجامیده‌است. لازم به ذکر است که ترجمهٔ وی شماره (۲۳) از بین ترجمه‌های مختلف رباعیات خیام در بر دارد.

## زندگی
«محمد صالح القرق» به سال ۱۹۳۰ میلادی در شهر دبی از توابع امارات متحده عربی زاده شد. وی در خانواده بزرگ (ال قرق) و در خانهٔ پدرش واقع در منطقهٔ بردبی در نزدیکی خور (دبی) می‌زیست. تحصیلات ابتدایی او، ریاضیات، عربی وعلوم اسلامی را در ۲ مدرسهٔ مشهور ان دوران:(مدرسه الفلاح و مدرسه الاحمدیه در بر گرفت.
از کودکی به مطالعه علاقهٔ فراوانی داشت و صاحب قلم نسخی و نویسنده چیره‌دستی بود، بیشتر اوقاتش در کتاب خانهٔ بزرگ پدرش که در گوشه‌ای از خانه قرار داشت در مطالعه و نوشتن شعر می‌گذراند، در جوانی مدتی کارمند دولت بود، سپس به اعمال خاص خود پرداخت، و شغل تجارت پیشه گرفت.

## فعالیت‌ها
محمد صالح القرق به چهار زبان زندهٔ دنیا: فارسی، انگلیسی، اردو و عربی تسلط دارد و به روانی می‌تواند صحبت کند. از وی مقاله‌هایی در روزنامه‌های «مجلة الشروق» و «مجلة الریاضة والشباب» تحت عنوان: (غیض من فیض) درج شده‌است. همچنین از فعالیت‌های چشم گیر وی در معارضات شعری در (سینیة البحتری)، و (نونیة ابن زیدون)، و (لامیة الحصری القیروانی) می‌توان نام برد.
وی دارای کتابخانه‌ای است که شامل ۸۰۰۰ هزار کتاب می‌باشد.

## رباعیات
| از تن چو برفت جان پاک من وتو |  | خشتی دو نهند بر مغاک من وتو |
| وانگاه برای خشت گور دگران    |  | درکالبدی کشند خاک من وتو    |

 اما شاعر محمد صالح القرق چنین می‌گوید 
| خُلِقَت اجداثُنا مِن تُربَةٍ   |  | سَوْف نَثوی فِی ثَرَاها زَمَـنا   |
| حَیثُ یَغدُو کُلَمَا فینا ثَری |  | فِی عَمیق الارض مُنهدُ البـِنا |
| ثُم نَغدوا لِقُبُورٍ حُفِرَت    |  | مِن جَدیدٍ تُرْب دَفنٍ لَبـَِنا     |
| انَ هذا هُوَ حَقٌ فِی الوَرَی  |  | لامَفَرٌ مِن مَصیرٍ قَد دَنی      |

 خیام
| لب برلب کوزه بردم از غایت آز |  | تا زد طلبم واسط عمر دراز         |
| بامن بزبان حال می‌گفت این راز |  | عمری چو تو بوده أم، دمی بامن ساز |

 أحمد الصافی النجعی
| لَثمْتُ مِن جَرْةِ الصْهباءِ مَر شَفَها |  | حِرصاً لأسْالَ منْها عِیشةٌ الأَبَدِ    |
| فَقابَلتُ شَفتی بِاللَثمِ قائِلةٌ    |  | سراً ألا اشرَب فاِما رُحْتَ لَمْ تـَعُدِ |

 محمد صالح القرق چنین می‌سراید
| لَـثَمتُ جِراری لأرْوی اَلظَمَا |  | وَأَطفِی جَحیماً بـِصَدْری نَـمَا |
| جَحِیمٌ تَوَقُدَ فِی باطِنِی      |  | فَأشعَلَ قَلبِی، أَسَالَ الدْمـَا |
| وَأَسألَهَا عَن تَداعِی اَلَمَنُونِ |  | وَهَجرُ اَلأنامِ لِطَیْبِ الحِمی  |
| فَضَاعَ اَلجَوابُ وَعَمَ الظْلاَمُ  |  | ظَلاَمُ بــِعَقلی بِه خَـیْـمـَا |

## ترجمهٔ رباعیات خیام
نام‌های بعضی از شاعران که رباعیات خیام ترجمه نموده‌است، عبارتند از:
- عیسی اسکندر المعلوف (لبنان)
- ودیع البستانی (لبنان)
- احمد الصافی النجفی (عراق)
- مصطفی جواد (عراق)
- محمد السباعی (مصر)
- عامر بحیری (مصر)
- جمیل الملائکه (عراق)
- عباس محمد العقاد (مصر)
- طالب الحیدری (عراق)
- احمد ابراهیم الشریف (مصر)
- محمد رخا (مصر)
- محمد غنیمی هلال (مصر)
- بارام یوغندا (هند)
- عبدالباقی غولبینازلی (ترکیه)
- محمد الافغانی الهاشنی (افغانستان)
- امین رشید نخله (لبنان)
- احمد شوقی (مصر)[۵]

## فهرست منابع و مآخذ
- ابو شهاب، خلیفه، حمد، (شعراء من الامارات)، مطبعة دبی: دبی، چاپ سوم، انتشار سال ۱۹۸۴ میلادی. (به عربی).
- کتاب بلدیة دبی:(رجال من الامارات) انتشار سال ۱۹۷۹
- محمدیان، کوخری، محمد، “ (الامارات عبر التاریخ) “، ج۱. سال انتشار ۲۰۰۸ میلادی به (عربی).
- عفراء، الحجی، “ (الامارات فی ذاکرت ابنائها) “، مرکز الوثائق والبحوث. ابوظبی: الامارات العربیة المتحدة، انتشار ۱۹۸۹ میلادی.
- الشاعر: زیاد، بن عبدالله، “ (بـَر دُبی) “، ج۱. چاپ دار المدی للثقافة والنشر، سال انتشار ۲۰۰۸ میلادی به (عربی).